# Pedicularis dichotoma
Pedicularis dichotoma är en snyltrotsväxtart som beskrevs av Gustave Henri Bonati.
Pedicularis dichotoma ingår i släktet spiror och familjen snyltrotsväxter. Inga underarter finns listade i Catalogue of Life.